# Batalion Wolonterów Łomżyńskich
Batalion Wolonterów Łomżyńskich – polski oddział piechoty wchodzący w skład wojsk powstańczych okresu insurekcji kościuszkowskiej.

## Formowanie i walki
Batalion sformowany został w maju 1794 przez generała majora ziemi łomżyńskiej Jana Zielińskiego. 3 maja przybył on do Ostrołęki z 20 ochotnikami. Jeszcze tego samego dnia zaciągnęło się pod jego rozkazy 100 następnych, a do 26 maja batalion osiągnął siłę 500 głów i 150 koni. Piesi ochotnicy zastali w czerwcu przekazani gen. mjr. Aleksandrowi Zielińskiemu, a kilkanaście dni później Aleksandrowi Zielińskiemu przekazani zostali także strzelcy konni. Dalsze kontynuowanie prac rekrutacyjnych torpedowała łomżyńska komisja. Starała się ona odebrać dowództwo nad zebranymi ochotnikami Janowi Zielińskiemu i przekazać je Nikodemowi Duchowskiemu. Naczelnik Tadeusz Kościuszko nie podpisał dla Duchowskiego patentu, ale Jan Rufin Zieliński, otoczony niechęcią szlachty łomżyńskiej, zaniechał działalności rekrutacyjnej.